# Kingdom Hearts: Birth by Sleep
Kingdom Hearts: Birth by Sleep is een computerspel dat is ontwikkeld en uitgegeven door Square Enix voor de PlayStation Portable. Het actierollenspel (ARPG) is onderdeel van de spelserie Kingdom Hearts en is uitgebracht in Japan op 9 januari 2010, in de VS op 7 september 2010 en ten slotte in Europa op 10 september 2010.
Op 20 januari 2011 kwam de Final Mix-versie uit in Japan. Een remastering van deze versie verscheen wereldwijd in de verzamelbundel Kingdom Hearts HD 2.5 Remix.

## Gameplay
Er zijn drie speelbare personages met elke hun eigen combo-set en unieke vaardigheden. Het spel heeft een gelijkaardige vechtsysteem als de andere spellen in de reeks, maar voegt ook een aantal nieuwe elementen toe:

### Command Decks
Spellers krijgen de kans om commands te verdienen doorheen het spel. Deze commands kunnen gebruikt worden om verschillende vaardigheden te activeren. Na het gebruik van een Command is er een soort afkoelingsperiode; de speler moet wachten voordat dezelfde Command opnieuw gebruikt kan worden. 
Bij het verslaan van vijanden krijgt de speler Command Points, deze kunnen gebruikt worden voor het verbeteren van de Commands.

### Command Style
Bij het voldoen aan bepaalde vereisten, heeft de speler de kans om een Command Style te activeren. Een command Style zorgt voor extra krachtige aanvallen en combos. Het type Command Style dat zal verschijnen is afhankelijk van de Commands de speler heeft gebruikt. Bijvoorbeeld: als de speler vuur-gerateerde Commands gebruikt, krijgt die de Firestorm Command Style.

### Shotlock
Bij elke aanval en Command die de speler op een vijand uitvoert, wordt de Focus telkens gevuld. Met Focus kan de speler een Shotlock activeren: De speler gaat in het eerste persoon perspectief om vijanden op afstand aan te vallen. Per personage verschillen de technieken. De Focus verminderd naarmate er meer vijanden worden aangevallen.

## Verhaal
Het verhaal speelt zich tien jaar eerder af voor de gebeurtenissen van het eerste spel. In het begin moet de speler kiezen tussen een van de drie personages: Terra, Aqua en Ventus. Elk van de drie personages heeft een eigen verhaallijn. 
In the Land of Departure treinen Terra, Aqua en Ventus onder meester Eraqus om een Keyblade Master te worden. Wanneer Aqua en Terra het examen afleggen voor Keyblade Master te worden, slaagt Aqua, maar Terra niet. Niet lang daarna verschijnen er Unversed in ander werelden. Het zijn gevaarlijke wezens waar men de oorsprong niet van weet. Op hetzelfde moment verdwijnt meester Xehanort. Terra krijgt de opdracht om de verdwenen Xehanort terug te vinden, Ventus volgt Terra, tegen de wil van Eraqus, en Aqua krijgt de missie om Terra in de gaten te houden en Ventus veilig terug te brengen.
Er is ook een geheim laatste hoofdstuk te vinden in het spel: Final Episode, het slot van het verhaal waar de speler Aqua bestuurt. In de Final Mix-versie is er een tweede geheim hoofdstuk te vinden.

## Ontvangst
| Recensiescore       | Recensiescore |
| Recensieverzamelaar | Score         |
| ------------------- | ------------- |
| Metacritic          | 82%           |
| Publicist           | Score         |
| Eurogamer           | 7             |
| Famitsu             | 37/40         |
| Game Informer       | 8,5           |
| GameSpot            | 7,5           |
| IGN                 | 8,5           |
| RPGamer             | 4/5           |

Het spel ontving na uitgave positieve recensies en heeft op de aggregatiewebsite Metacritic een score van 82%. Men prees de graphics en gameplay van het spel, maar kritiek was er op het levelontwerp en de personages.
In november 2010 werd bekendgemaakt dat het spel wereldwijd in totaal ruim 1,27 miljoen keer is verkocht.